# Telélogo
El telélogo es un método de comunicación a distancia ideado por Goeumet, capitán del ejército francés; consiste el aparato en un trípode de hierro que sostiene un anteojo y un sistema de hojas en las que aparecen impresos signos representativos de frases con arreglo a un determinado convenio, que puede observar el colateral mediante su anteojo en el caso de que se le vayan exhibiendo sucesivamente en la dirección de su visual. Se pueden llegar a transmitir unas 20 palabras por minuto.
La dificultad radica en que se encuentren los dos observadores, si no hay de antemano noticias que permitan la orientación precisa.